# Chevrolet Menlo
Chevrolet Menlo (кит. 畅巡) — компактный электромобиль-кроссовер, продаваемый исключительно в Китае. Является первым электромобилем Chevrolet на китайском рынке.

## История
Впервые Chevrolet Menlo был представлен в 2017 году на Шанхайском автосалоне. Серийная версия дебютировала 8 ноября 2019 года в Хэфэе, Аньхой. Чуть позже автомобиль был представлен на автосалоне в Гуанчжоу. Предпродажи начались в декабре 2019 года, а поставки начались 20 февраля 2020 года.
Благодаря правительственной субсидии Китая в размере до 100 000 юаней  Menlo является самым недорогим компактным электрическим кроссовером в Китае. В отличие от других моделей, Menlo имеет уникальную схему наименований комплектаций, которая включает Starshare, Galaxy, Nebula и Starlux.
Также имеется три режима вождения (Standard, Sport и Economy) и три уровня утилизации энергии.

## Особенности
Chevrolet Menlo оснащён литий-ионным аккумулятором ёмкостью 52,5 кВт·ч с запасом хода до 410 км по циклу NEDC. Мощность двигателя составляет 110 кВт (148 л. с.), а крутящий момент — 350 Н·м. Тот же аккумулятор применяется в Buick Velite 6 Plus.
К 2022 году ёмкость аккумулятора была увеличена до 61,1 кВт·ч, мощность двигателя — до 130 кВт (174 л. с.), а запас хода — до 518 км.

## Галерея
- Вид сбоку
- Вид сзади
- Интерьер